# Suctobelbella longisensillata
Suctobelbella longisensillata är en kvalsterart som beskrevs av Fujita och K. Fujikawa 1987. Suctobelbella longisensillata ingår i släktet Suctobelbella och familjen Suctobelbidae. Inga underarter finns listade i Catalogue of Life.